# Häslachwald
Der Häslachwald ist ein mit Verordnung des Regierungspräsidiums Stuttgart vom 22. Juli 1991 ausgewiesenes Naturschutzgebiet (NSG-Nummer 1.180) im Gebiet der Landeshauptstadt Stuttgart und der Stadt Ostfildern im baden-württembergischen Landkreis Esslingen.

## Lage
Das 53,6 Hektar große Naturschutzgebiet liegt mit 45 Hektar im Süden von Stuttgart auf der Gemarkung Plieningen und bildet einen Teil des Körschtals. Eine Fläche von 8,6 Hektar gehört zur Stadt Ostfildern, Gemarkung Kemnat. Es liegt in den Naturräumen 105-Stuttgarter Bucht und 106-Filder innerhalb der naturräumlichen Haupteinheit 10-Schwäbisches Keuper-Lias-Land. Das NSG gehört außerdem zum FFH-Gebiet 7321-341 Filder.

## Schutzzweck
Schutzzweck ist die Sicherung und Erhaltung eines ökologisch und biologisch wertvollen vielgestaltigen Mosaiks von Lebensräumen für eine Vielzahl von zum Teil seltenen, schutzbedürftigen Pflanzen- und Tierarten sowie eines landschaftlich reizvollen herausragenden Teiles der Kulturlandschaft.